# Monster Hunter Freedom Unite
Monster Hunter Freedom Unite — ролевая видеоигра с видом от третьего лица, вышедшая в 2008 году. Игра разрабатывалась по франшизе Monster Hunter и стала эксклюзивом для портативных платформ PlayStation Portable и iOS. Игра дополняет оригинальную игру Monster Hunter Freedom 2, а её релиз состоялся 27 марта 2008 года в Японии под названием Monster Hunter Portable 2nd G (モ ン ス タ ン タ ー ポ ー タ ブ 2nd G , Monsutā Hantā Pōtaburu 2nd G).

## Геймплей
Monster Hunter Freedom Unite является очередной игрой в сеттинге Monster Hunter, а именно служит сюжетным дополнением, к выходившей ранее на консолях Monster Hunter Freedom 2. В отличает от предшественника игра для мобильных платформ включает в себя нового персонажа со своими особенностями прокачки, а также броней и оружием. Кроме того обновлению подвергся и инвентарь игрока — в него были добавлены высокоуровненые броня и оружие, а сам интерфейс хранилища был расширен до 99 предметов. Кроме того был добавлен новый игровой режим — «эпический квест».

## Отзывы
| Сводный рейтинг | Сводный рейтинг |
| Агрегатор       | Оценка          |
| --------------- | --------------- |
| GameRankings    | 82,12 %         |

Игра была тепло встречена после выхода и критиками и игроками, которые выставили ей высокие оценки в авторитетных игровых изданиях. В 2019 году игра была отмечена специальным призом Sony, как одна из самых продаваемых игр на платформе.